# Thyrsostachys oliveri
Thyrsostachys oliveri är en gräsart som beskrevs av James Sykes Gamble. Thyrsostachys oliveri ingår i släktet Thyrsostachys och familjen gräs. Inga underarter finns listade i Catalogue of Life.